# Inclusión citoplasmática
En bioquímica, una inclusión citoplasmática es cualquier tipo de sustancia inerte que forma estructuras o depósitos no membranosos que se encuentran en el citoplasma de las células. 
Estas inclusiones están compuestas por diversas sustancias, como nutrientes almacenados, productos de desecho o sustancias especializadas, y suelen ser visibles al microscopio. A diferencia de los orgánulos membranosos, como las mitocondrias o el retículo endoplasmático, las inclusiones citoplasmáticas no están rodeadas por una membrana y no tienen una función metabólica activa. Sin embargo, en algunas ocasiones pueden estar rodeados por una capa de proteínas. 
Sirven principalmente como reservorios de energía, sitios de almacenamiento de nutrientes o depósitos de sustancias que la célula necesita o produce. Algunas tienen otras funciones altamente especializadas que confieren propiedades únicas a las células que las contienen. Estas inclusiones pueden estar rodeadas de enzimas destinadas a la síntesis de macromoléculas a partir de ellas o la degradación. Un ejemplo es el glucógeno que puede estar rodeado de la glucógeno sintasa o de la glucógeno fosforilasa. Ejemplos de inclusiones son los gránulos de glucógeno en el hígado y en las células de los músculos, gotas de lípidos que contienen las células de grasa, gránulos de pigmentos en ciertas células de la piel y el pelo, agua que contienen las vacuolas, y cristales de varios tipos celulares epiteliales.
El almacenamiento de carbono u otras sustancias en forma insoluble dentro del citoplasma reduce el estrés osmótico y ocupa menos espacio en comparación con el almacenamiento de estas sustancias en forma soluble.

## Tipos comunes de inclusiones citoplasmáticas:
1. Gránulos de almacenamiento de nutrientes:
  - Glucógeno: En células animales y algunas bacterias, el glucógeno es una forma de almacenamiento de glucosa.
  - Almidón: En células vegetales, el almidón es la principal forma de almacenamiento de glucosa.
  - Polihidroxialcanoatos (PHA): En algunas bacterias, estos polímeros sirven como reserva de carbono y energía.
2. Gotas lipídicas:
  - Son inclusiones que almacenan lípidos, como triglicéridos, y se encuentran en células animales, vegetales y algunas bacterias. Proporcionan una fuente concentrada de energía.
3. Gránulos de pigmentos:
  - Algunas células contienen inclusiones de pigmentos, como la melanina en células de la piel o los carotenoides en células vegetales, que pueden tener funciones de protección o fotosíntesis.
4. Cristales:
  - Algunas células pueden contener inclusiones cristalinas, como cristales de proteínas o sales, que pueden ser productos de desecho o tener funciones específicas.
5. Inclusiones de reserva de nitrógeno:
  - En algunas bacterias, como las cianobacterias, se encuentran inclusiones llamadas cianoficina, que almacenan nitrógeno en forma de polímeros de arginina y aspartato.
6. Vacuolas:
  - En células vegetales y algunas células eucariotas, las vacuolas pueden almacenar agua, iones, nutrientes o productos de desecho. Aunque las vacuolas están rodeadas por una membrana, a veces se consideran inclusiones debido a su función de almacenamiento

## Funciones de las inclusiones citoplasmáticas
- Almacenamiento de nutrientes: Proporcionan una reserva de energía y materiales para la célula.
- Protección: Algunas inclusiones, como los pigmentos, protegen a la célula de daños ambientales, como la radiación UV.
- Regulación osmótica: Almacenan iones y otras moléculas para mantener el equilibrio osmótico.
- Almacenamiento de productos de desecho: Algunas inclusiones contienen sustancias que la célula necesita eliminar o aislar.